# Propritergum
Propritergum is een geslacht van wantsen uit de familie van de Saldidae (oeverwantsen). Het geslacht werd voor het eerst wetenschappelijk beschreven door Zhang, Engel, Yao & Ren in 2014.

## Soorten
Het genus bevat de volgende soorten:

- Propritergum opimum Zhang, Engel, Yao & Ren, 2013